# Rhinella nattereri
Espèce
Synonymes
- Bufo granulosus nattereri Bokermann, 1967

Rhinella nattereri  est une espèce d'amphibiens de la famille des Bufonidae.

## Répartition
Cette espèce se rencontre :
- au Brésil au Roraima dans la Serra do Sol et la Cachoeira Uranduíque ;
- au Venezuela dans l'État de Bolívar sur le mont Roraima ;
- au Guyana au Cuyuni-Mazaruni sur le mont Roraima.

## Description
Les mâles mesurent de 49,8 à 55,4 mm.

## Étymologie
Cette espèce est nommée en l'honneur de Johann Natterer.

## Publication originale
- Bokermann, 1967 : Notas sôbre a distribuição de Bufo granulosus Spix, 1824 na Amazônia e descrição de uma subespécie nova (Amphibia, Bufonidae).  Atas do Simposio Sôbre a Biota Amazônica, Volume 5 (Zoologia). Conselho Nacional de Pesquisas, Rio de Janeiro, Brazil, p. 103-109.